# Jean Pégon
Jean Pégon, né en 1590 à Langeac (Haute-Loire) et mort le 15 octobre 1675 à la Grande Chartreuse, est un moine chartreux, français qui fut prieur de la Grande Chartreuse de 1649 à 1675 et donc ministre général de l'ordre des Chartreux, renommé pour son éloquence.

## Biographie
Né à Volmat, hameau de Langeac, de famille paysanne aisée, il fait profession à la chartreuse de Beaune, le 11 juin 1612. Il y est sacristain, puis procureur en 1619. En 1629, il est nommé recteur de Troyes, prieur en 1630, prieur de Val-Saint-Pierre en 1632, de Dijon en 1639, visiteur des provinces de France et de Picardie et enfin élu prieur de la Grande Chartreuse et général de l’Ordre, pour son mérite, en 1649. 
Jean Pégon, fait exécuter, en 1649, une grande gravure, dont il existe encore un exemplaire dans plusieurs maisons de l'Ordre, donnant le portrait de tous les généraux ses prédécesseurs, avec une notice sur chacun d'eux placée dans le bas du tableau et rédigée par lui.
Devaux indique que « depuis son élection, le chapitre général n’exerce plus ses fonctions législatives, les visiteurs sont réduits à un rôle d’information, les visites de la Grande Chartreuse sont interrompues et aucun remède n’est apporté à la situation spirituellement inquiétante de certaines maisons d’Espagne et d’Italie ; enfin les chartreuses des « Etats héréditaires » de l’empereur sont en état de schisme pratique.»
Jean Pégon s'occupe avec un soin tout particulier de l'entretien de la Grande Chartreuse.
En 1656, il met en œuvre des travaux d’ornementation de la Grande chartreuse. Il est notamment à l’origine de la restauration de la chapelle de Notre Dame de Casalibus. Jean Pégon, témoigne d’une sensibilité particulière à l’expression artistique, passant commande aux grands peintres de son temps,  faisant l’acquisition de peintures, comme le Christ sur la croix de Philippe de Champaigne. 
L’exploitation des forêts de la Grande Chartreuse commence sous son généralat .
En 1667, malgré la controverse janséniste, il accueille, à la Grande chartreuse, Claude Lancelot,.
Il meurt le 15 octobre 1675

## Œuvres
- (la) « Sermon sur l’Immaculée Conception », Sermones ad religiosos, Anvers, 1539, édité sous le titre Sermones et orationes capitulares ad fratres de vitæ spiritualis profectu, par Judocus Hesse, prieur d’Erfurt. (Autres éd. : Erfurt, 1539 ? ; Anvers, 1610 ; Sermones capitulares habiti ad suos religiosos, pietate aeque ac doctrina refertissimi, Anvers, Meursius, 1654, 288p.).

- (la) « Elogia Generalium », Gallia Christiana, 1656, t. 4 (avec des distiques dus à Polycarpe de la Rivière).

- (la) « Orationes quædam », Praxis Juris Cartusiani in Judiciis Reddendis et Poenis imponendis ex statutis desumpti, cum forma procedendi juridicè in ordine nostro juxta usus ab antiquis observatos, Correriae Cartusiae, per Claudium Faure, 1695 pp.42-120.

- (la) « Orationes quædam», Manuale visitatorum Ordinis Cartusiensis, Montreuil-sur-Mer, 1884.

## Iconographie
- Grande estampe gravée par Michel Natalis, d'après le tableau de Bertholet Flémal[10]. Cette estampe qui représente Dom Pégon assis et appuyé sur une console tenant de la main gauche un cœur enflammé, est restée longtemps attribuée à Gérard Audran Notice sur data.bnf.fr [11].